# Vadodara
Vadodara (gujarâtî : વડોદરા - hindi : बड़ौदा) ou Baroda est une ville de l'État du Gujarat en Inde, chef-lieu administratif du district éponyme et capitale de l'ancien État princier de Baroda. C'est la troisième ville de l’État de Gujarat après Ahmedabad et Surate.
Elle reste connue comme étant la capitale culturelle du Gujarat. Peuplée de plus de 1 500 000 d’habitants, elle abrite de multiples sites architecturaux telles que le palais de Laxmi Vilas et la Maharaja Sayajirao University of Baroda (MSU). Grâce à un taux d’illettrisme largement inférieur à la moyenne nationale et avoisinant les 22 %, la ville est parvenue à développer un tissu économique fort dans les domaines pétrochimiques, pharmaceutique et industriel.

## Géographie
Vadodara est arrosé par la Vishwamitri et se trouve à 103 km au sud-est d'Ahmedabad, à 360 km au nord de Mumbai et à 811 km au sud-ouest de Delhi.

### Climat
- Températures moyennes en hiver : Max 31 °C / Min : 9 °C
- Températures moyennes été : Max : 46 °C / Min : 24 °C
- Pluie : 931,9 mm / an
- Températures extrêmes : Min : -1 °C /Max : 49 °C

## Population
| 1820    | 1865    | 1881    | 1891    | 1901    | 1911   | 1921   | 1931    |
| ------- | ------- | ------- | ------- | ------- | ------ | ------ | ------- |
| 100 000 | 140 000 | 101 800 | 116 400 | 103 790 | 99 345 | 94 712 | 112 860 |

| 1941    | 1951    | 1961    | 1971    | 1981    | 1991      | 2001      | 2011      |
| ------- | ------- | ------- | ------- | ------- | --------- | --------- | --------- |
| 153 301 | 211 407 | 309 716 | 467 487 | 734 473 | 1 061 598 | 1 611 228 | 1 822 221 |

Le taux d’alphabétisme de la ville dépasse 78 % pour une moyenne nationale de moins de 60 % ; 11 % de la population a moins de 6 ans.

## Histoire
Au-delà de quelques écrits datant du IXe siècle faisant référence à la ville de Vadodara, l’histoire de la ville n’est réellement connue que lorsque les Marathes menés par leur chef Pilaji Gaekwad arrachèrent la ville des mains des Moghols en 1721. Pour les récompenser, le Peshwa, chef absolu de tout l’empire marathe leur attribua la ville en guise de fief. Après la défaite des Marathes contre les Afghans lors de la troisième bataille de Panipat en 1761, le contrôle de la région fut progressivement octroyé par les mahârâjas Gaekwad qui en disposeront jusqu’à l’indépendance. En 1802, les Britanniques furent contraints d’intervenir lorsque l’héritage du trône fut réclamé par le successeur d’un autre royaume. Ainsi la ville de Vadodara conclut un traité avec les britanniques reconnaissant leur indépendance avec l’empire marathe et garantissant au mahârâja de Baroda l’autonomie locale en échange d’une reconnaissance de la souveraineté Britannique.
Le mahârâja Sayajî Râo III, qui régna de 1875 à 1939, contribua énormément à la modernisation de la ville au travers d’une mise en place d'écoles primaires obligatoires, d’une bibliothèque publique, d’une université et d’une industrie textile fondatrice du tissu économique actuel. En effet, ce dernier avait pour rêve de faire de la ville un centre universitaire, industriel et commercial. C’est la raison pour laquelle la ville est aussi parfois appelée Sayaji Nagari, la ville de Sayaji.
Lors de l’indépendance de l’Inde, le Mahârâja de Baroda adhéra à l’Inde. Ainsi, juste après l’indépendance, Baroda fut assigné à l’État de Bombay, constitué en 1960 de l’État du Gujarat et de Maharashtra.

Bidonvilles de Baroda en 1979. Institute for Housing and Urban Development Studies
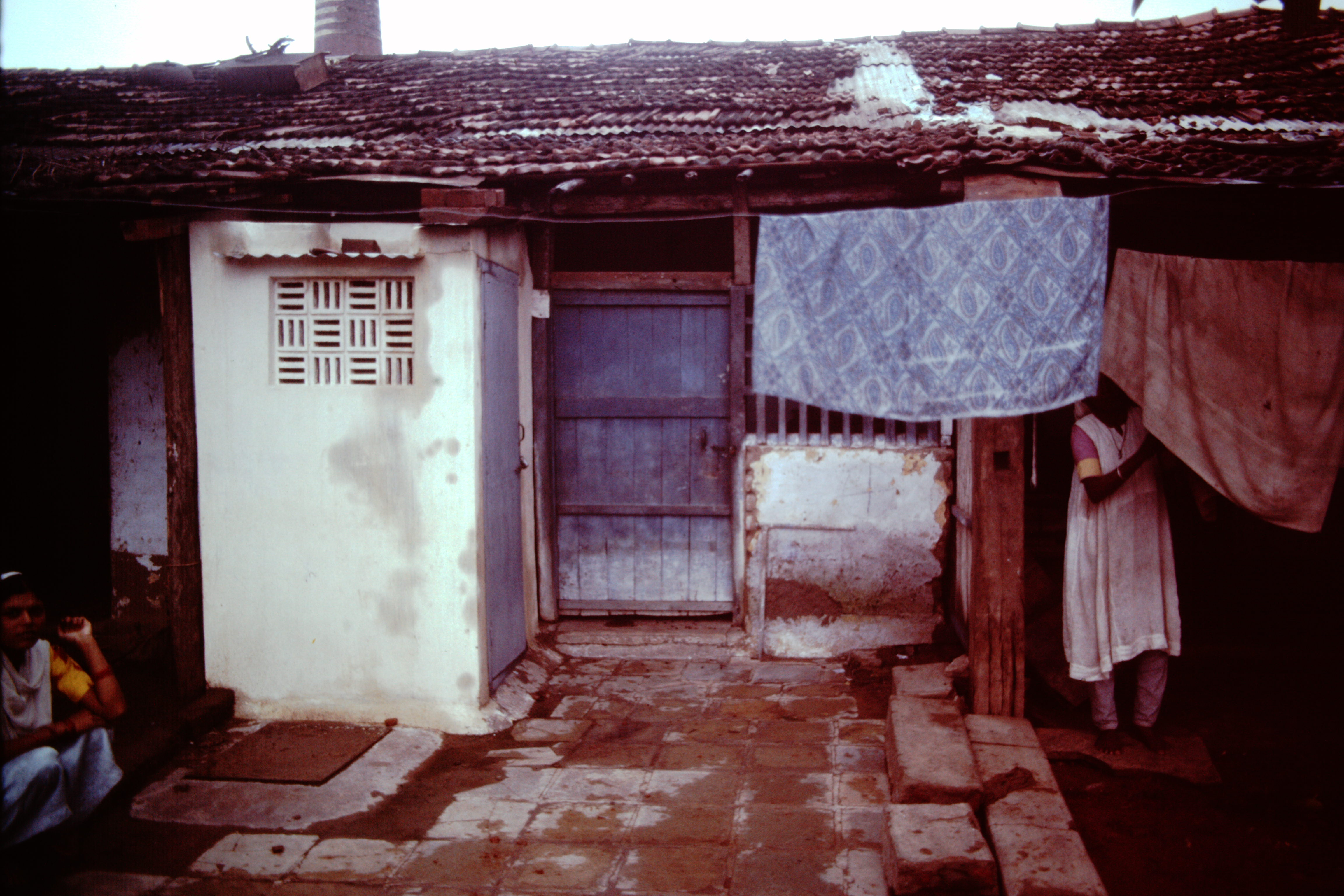
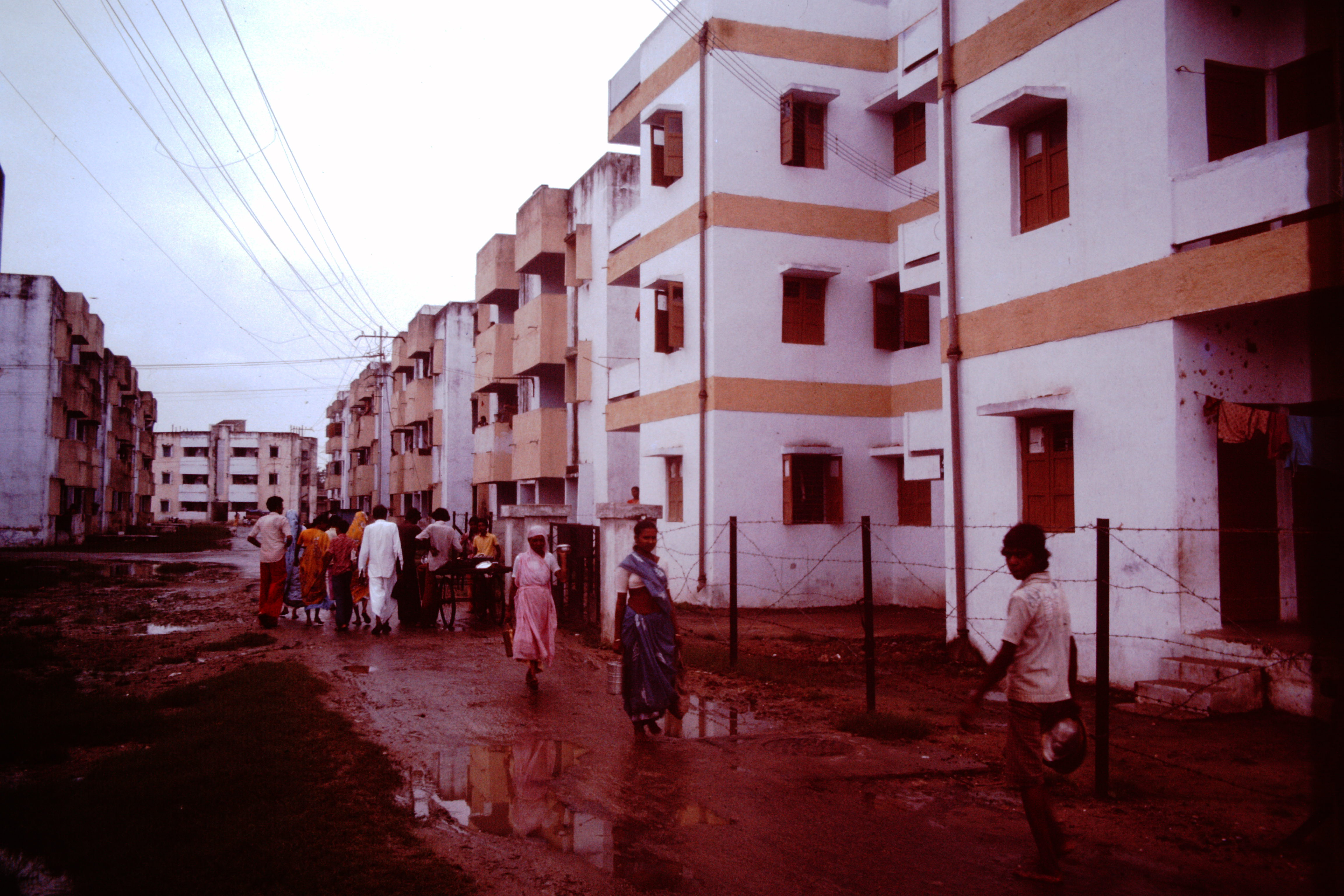
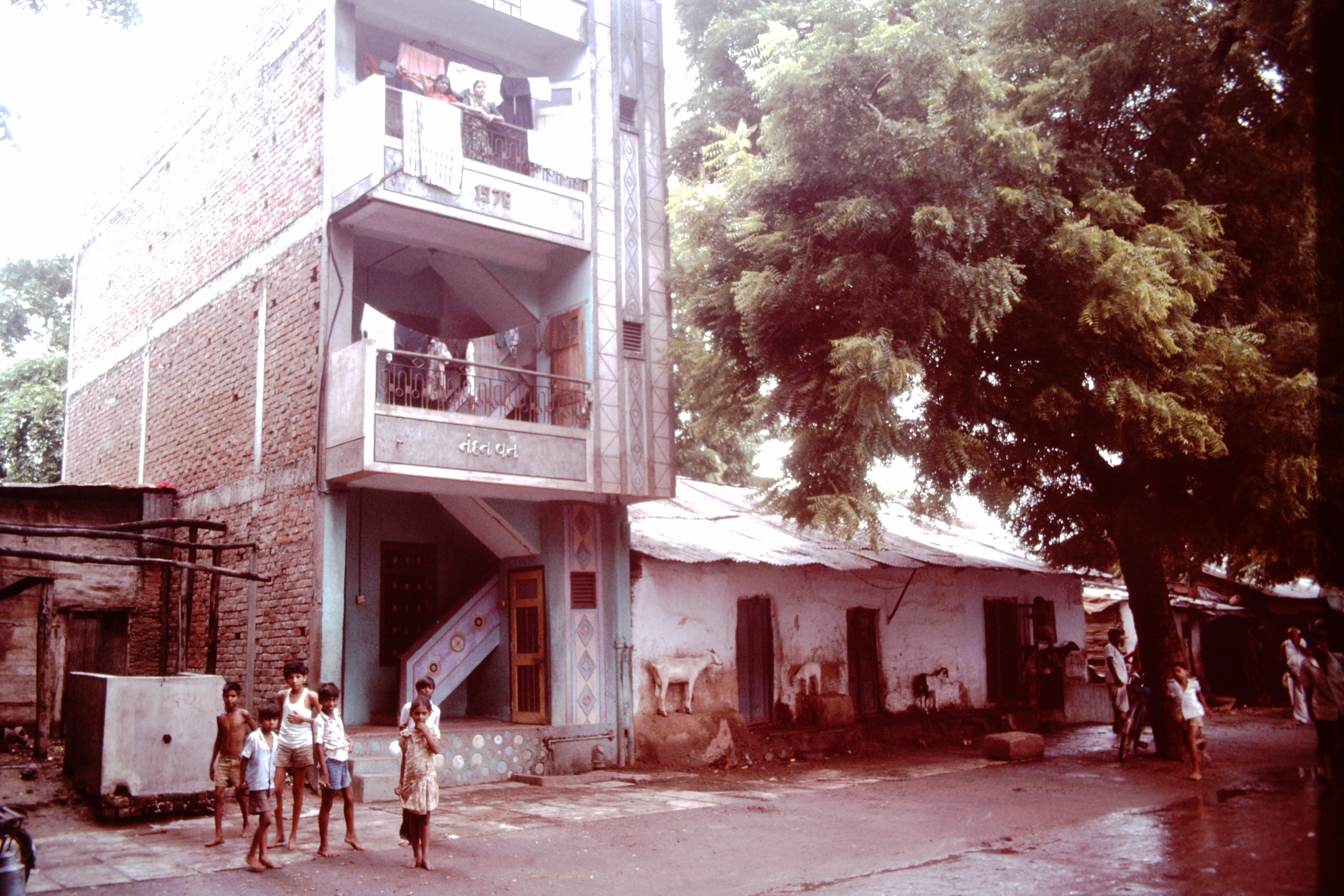
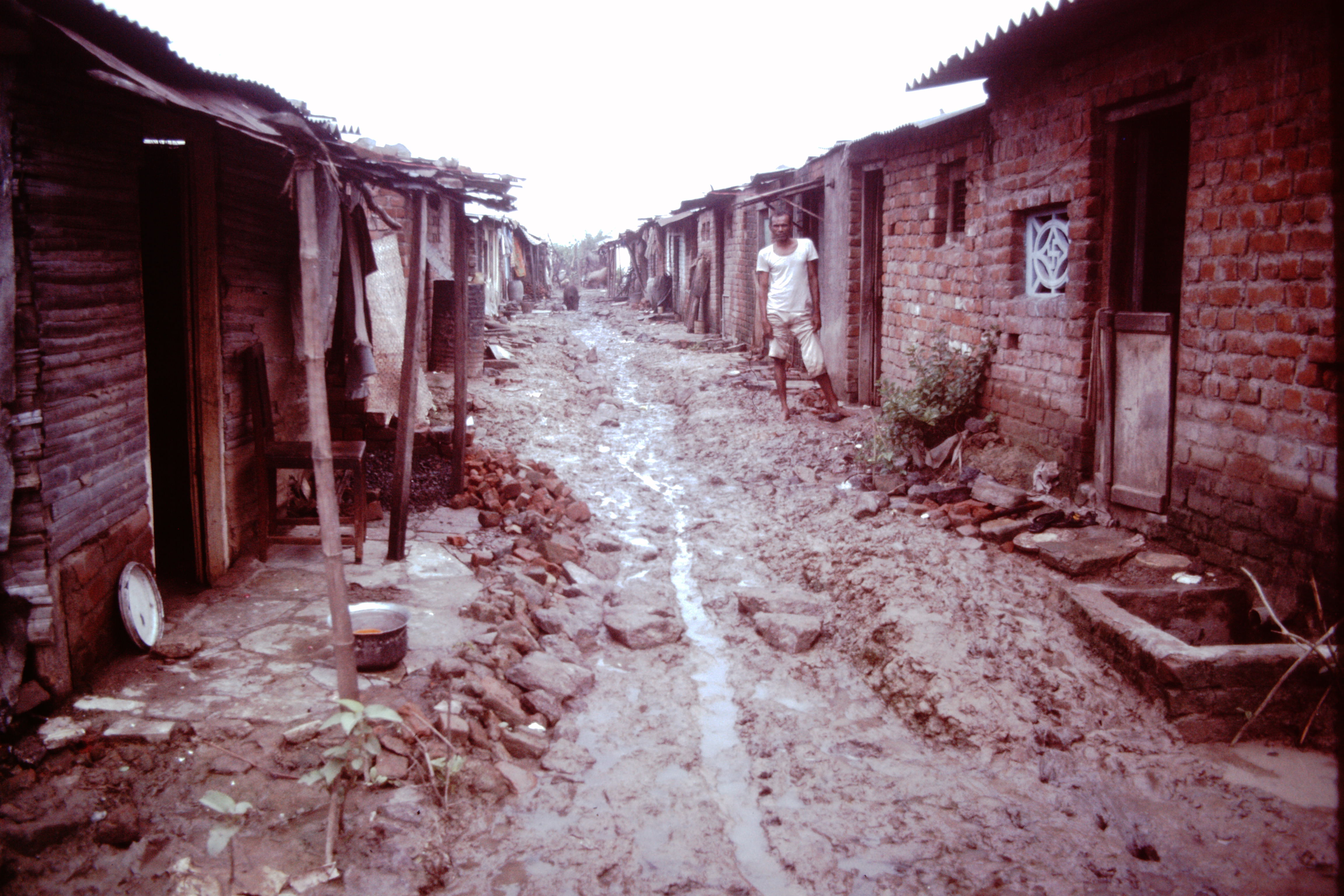

Récemment, Vadodara fut affecté par le terrible tremblement de terre du 26 janvier 2001. Bien qu’ayant été plus ou moins épargnée, au regard des autres villes du Gujarat, certaines constructions moins résistantes furent tout de même détruites affectant ainsi les populations les plus démunies.

## Éducation

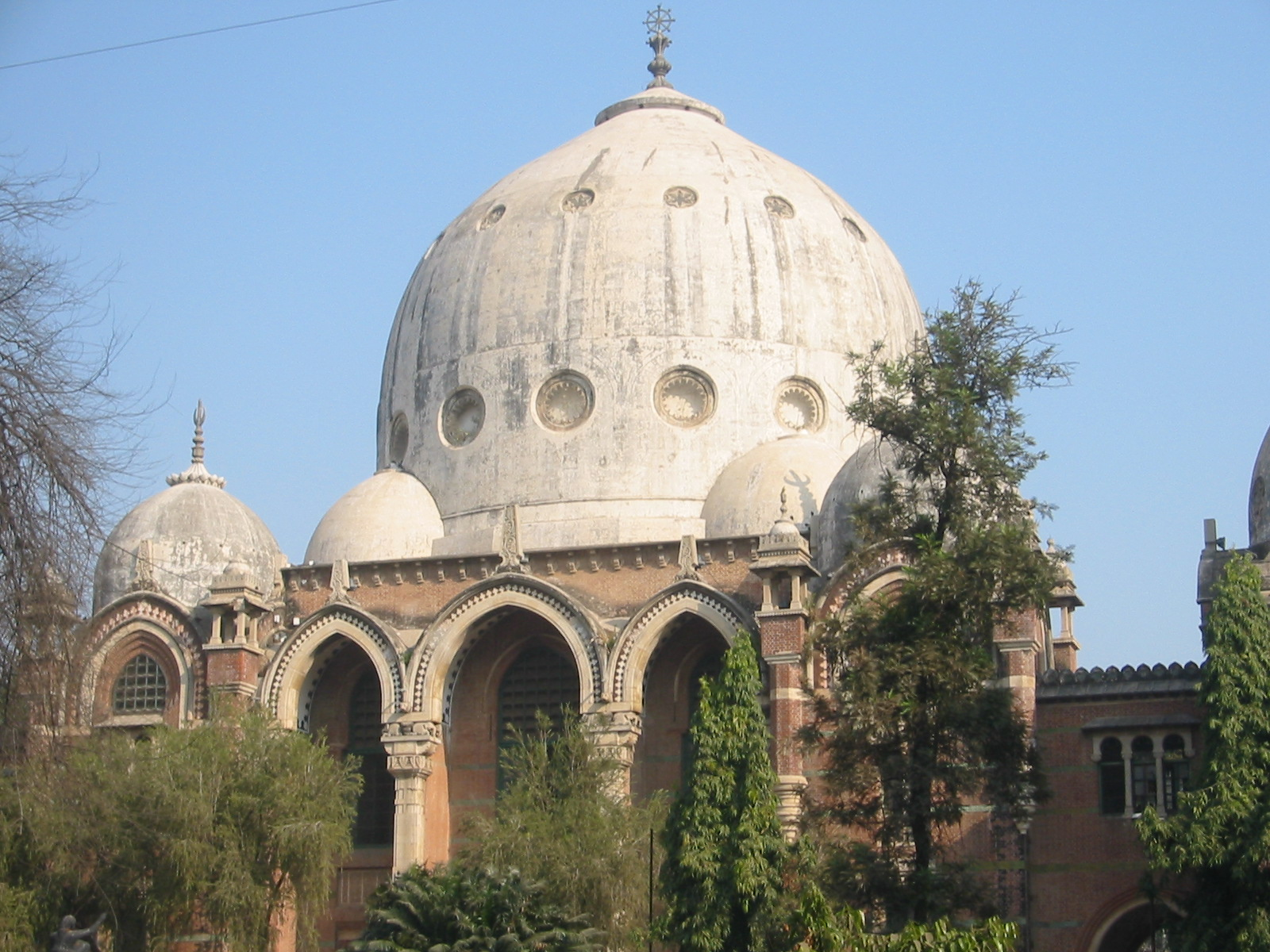
Maharaja Sayajirao University

C’est avec le Mahârâja Sayajî Râo que le premier projet universitaire et éducatif fut lancé. Plus tard, c’est suivant ce même projet que fut organisé tout le système éducatif de la région.
Aujourd’hui[Quand ?], la ville compte plus de 20 écoles publiques et plus de 100 écoles privées.
La Maharaja Sayajirao University (MS University) est la seule à proposer l’anglais comme seul moyen de communication et compte chaque année plus de 100 000 étudiants. De nombreuses disciplines y sont enseignées allant de la médecine au commerce. La faculté d’art jouit d’une renommée internationale et ce en partie grâce à sa forte contribution dans le domaine artistique. Ainsi, récemment, l’intention de transformer Vadodara comme la ville du savoir fut acceptée à l’unanimité par les citoyens de la ville.

## Culture
Aussi appelée Sanskari Nagari, ce qui en hindi veut dire « la ville de la culture », Vadodara est une ville cosmopolite. L’imagination et l’ouverture d’esprit des Gaekwads permit par la suite à la ville de connaître une forte industrialisation et une prolifération de l’activité scolaire et universitaire dans une zone stratégiquement significative. Par ailleurs, Vadodara connut une forte immigration de peuples venant de part et d’autre de l’Inde et du monde entier.
Le Maharaja Fateh Singh Museum et l'Art Gallery situées dans les jardins du palais demeure uniques en leur genre et regorgent d’artefacts provenant du monde entier. Des studios de tournage Gujarati sont présents au sein de la ville ainsi qu’un nombre important de théâtres anciens. À cela s’ajoutent les récentes constructions telles que le multiplex qui a fait son essor ces dernières années.
Des fêtes telles que Diwali, Uttarayan, Holi, Ganesh Chaturthi et Eid sont célébrées.
Navratri est le festival le plus important de la ville pendant lequel de nombreuses festivités sont organisées tout au long du mois d’octobre. Ainsi, les habitants ont l’habitude de célébrer l’évènement en compagnie d’artistes locaux dans leur Garba locale agrémentant la soirée de danses Raas et Garba.

### Lieux et monuments
La ville possède de nombreux monuments, parmi eux : 
- Le palais de Laxmi Vilas
- Le palais de Nazarbaug (en)
- Le palais de Makarpura (en)
- Le palais de Pratap Vilas (en), devenu le "Railway Staff Collège".
- L'université Maharaja Sayajirao de Baroda (en)
- Le Khanderao Market
- Le mausolée de Hazira Maqbara (en)
- Le musée Baroda (en)

## Économie
Vadodara jouit d’un statut très particulier dans l’État du Gujarat. Jusqu’à la fin des années 1960, Vadodara était simplement considérée comme le centre culturel et universitaire du Gujarat. Mais en réalité, on estime que le tissu économique commença à se former dès 1907 avec l’apparition d’entreprises notamment dans les domaines pharmaceutique et pétrochimique. Dans les années 1960, 288 entreprises étaient déjà implantées dans la zone, employant plus de 27 510 personnes. L’implantation en 1908 de la banque de Baroda par Sayajirao III fut aussi un élément moteur pour le développement de la région.
En 1962, Vadodara connut un boom économique important avec l’implantation d'une raffinerie de l'Indian Oil Corporation. Les raisons de cet investissement sont la grande disponibilité de matières premières, une demande interne élevée et une ressource en main d’œuvre jeune et hautement qualifiée importante. Enfin, la découverte de gisements de gaz et de pétrole conforta la région dans son développement économique.
Plusieurs grands groupes industriels tels que Gujarat State Fertilisers & Chemicals, Indian Petrochemicals Corporation Limited, Gujarat Alkalies, Chemicals Limited et Larsen and Toubro se sont installés dans les environs la raffinerie et demeurent tous dépendants de son apport en énergie. Plus tard, d’autres grands industriels ont fait leur apparition, dont Water Project, Gujarat Industries, Power Company Limited, ONGC & GAIL. Au-delà du secteur public, le secteur privé a lui aussi joué un rôle important dans le développement de la région.
L’implantation d’un tel pôle industriel a entraîné sous son aile la prolifération de petites et moyennes entreprises ainsi que la présence croissante d’entrepreneurs dans l’ensemble de la région. Aujourd'hui, nombreuses multinationales se sont implantées telles que Areva T&D, Alstom, Siemens ou encore ABB, donnant à la ville un nouvel élan économique et accroissant son image de ville internationale.

## Transport
Situé sur l’axe joignant Bombay à Delhi, la NH-8, la ville constitue avec Ahmedabad une des étapes les plus importantes du parcours joignant les deux mégalopoles et c’est la raison pour laquelle elle est couramment surnommée « le portail du couloir d’or », l'accès à Ahmedabad est fluidifié par l'autoroute Mahatma Gandhi.
Au sein de la ville, un vaste réseau de transport public est disponible comprenant taxis, bus et rickshaws. Néanmoins, le moyen de transport le plus communément utilisé reste incontestablement les deux roues, les voitures étant réservées aux couches les plus aisées de la population.
Vadodara possède un aéroport (code AITA : BDQ).

## Personnalités
- Musharaff Moulamia Khan (1895-1967), chanteur.
- Sadanand Bakre (1920-2007), peintre et sculpteur.
- Meghnad Desai (1940-2025), personnalité politique britannique, baron Desai.
- Ajay Bhatt (1957-), ingénieur informaticien

## Sports
Tout comme le reste du pays, le cricket reste de loin le sport le plus populaire à Vadodara. Néanmoins, des sports tels que le football, le hockey sur gazon, le volley-ball, le tennis de table et le tennis suscitent un intérêt croissant.
Vadodara dispose non seulement d’une équipe de cricket de première division, mais aussi d'un des plus anciens terrains de cricket d’Asie, le Moti Baug. Parmi les joueurs les plus renommés de la ville on compte, Chandu Borde, Kiran More, Nayan Mongia, Anshuman Gaekwad et plus récemment Zaheer Khan, Irfan Pathan, Jacob Martin et Connor Williams. L’équipe de Vadodara a toujours compté parmi les meilleures équipes du pays allant même jusqu’à remporter le National Domestic Ranji Trophy Championship six fois.